# Ayder

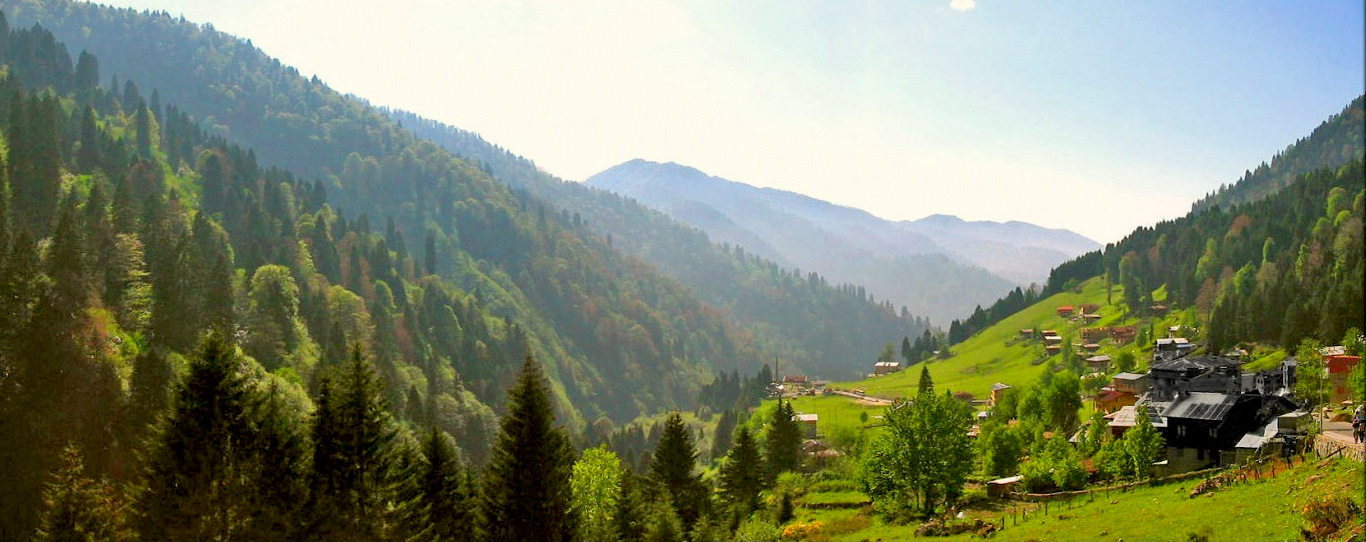
Blik over de zomerweide

Ayder (of Ayder yayla) is een populair zomerverblijf in het Çamlıhemşin district in de provincie Rize, in Noordoost Turkije. Het plateau ligt hoog in de Fırtınavallei in het Pontisch Gebergte, dicht bij de hoogste piek: Kaçkar Dağı. Ayder ligt zo'n 88 kilometer ten zuidoosten van de stad Rize en 17 kilometer ten zuiden van het dorpje Çamlıhemşin.
Ayder heeft in de winter geen permanente bewoners, het is ontstaan als een zomerweide van pastorale nomaden, maar dient tegenwoordig vrijwel uitsluitend als resort. Tot de bezienswaardigheden behoren de dichte bossen met meerdere watervallen. Het plateau is in Turkije ook beroemd om de lokale Rododendron-honing, een onderdeel van de film Bal (honing) van regisseur Semih Kaplanoglu.